# Municipio de Loudon (condado de Seneca)
El municipio de Loudon (en inglés: Loudon Township) es un municipio ubicado en el condado de Seneca en el estado estadounidense de Ohio. En el año 2010 tenía una población de 2140 habitantes y una densidad poblacional de 24,65 personas por km².

## Geografía
El municipio de Loudon se encuentra ubicado en las coordenadas 41°7′15″N 83°21′32″O / 41.12083, -83.35889. Según la Oficina del Censo de los Estados Unidos, el municipio tiene una superficie total de 86.81 km², de la cual 86,81 km² corresponden a tierra firme y (0 %) 0 km² es agua.

## Demografía
Según el censo de 2010, había 2140 personas residiendo en el municipio de Loudon. La densidad de población era de 24,65 hab./km². De los 2140 habitantes, el municipio de Loudon estaba compuesto por el 94,72 % blancos, el 1,07 % eran afroamericanos, el 0,19 % eran amerindios, el 0,33 % eran asiáticos, el 2,06 % eran de otras razas y el 1,64 % eran de una mezcla de razas. Del total de la población el 5,37 % eran hispanos o latinos de cualquier raza.